# Modem
Modem (prijevod od eng.  modulate/demodulate) je uređaj koji modulira digitalni signal u oblik pogodan za prijenos preko komunikacijskog kanala, a nakon prijenosa ga demodulira u izvorni oblik.
Najpoznatiji su modemi za spajanje na običnu telefonsku liniju, ali postoje modemi kojima se omogućuje prijenos podataka i na drugim žičnim ili bežičnim prijenosnim sustavima (npr. koaksijalni kabeli i radio veze).
Služi uglavnom za spajanje na internet, no u nekim izvedbama (voice i fax modemi) se mogu koristiti za slanje i primanje telefaksa, kao automatska sekretarica ili za automatizirano pozivanje telefonskih brojeva.
Radi tako da prevodi podatke koje dobije iz telefonske linije u podatke smislene računalu i obrnutim procesom

## Tehnologije i metode
Modem je uređaj za slanje digitalnih podataka putem postojeće telefonske linije. Međutim, telefonske linije su analogne i prilagođene isključivo frekvencijama ljudskog glasa, pa modemi obavljaju konverzije potrebne za prijenos podataka.
Kod predajne strane modema postupak pretvaranja digitalnih podataka u signal zvučne frekvencije zove se modulacija, a sklop koji to obavlja modulator.
Kod prijemne strane modem pretvara signale zvučnih frekvencija u digitalne podatke. Taj postupak naziva se demodulacija, a sklop koji to obavlja demodulator. Postoje dvije vrste modema: unutarnji i vanjski.

## Standardi
CCITT/ITU
- V.21 - 300 bit/s
- V.22 - 1200 bit/s
- V.22bis - 2400 bit/s
- V.32 - do 9600 bit/s
- V.32bis - do 14400 bit/s
- V.34 - do 33600 bit/s
- V.42 - ispravljanje grešaka u prijenosu
- V.42bis - kompresija podataka
- V.90 - do 56000 bit/s download, do 33600 bit/s upload
- V.92 - do 56000 bit/s download, do 48000 bit/s upload

Proizvođački
- V.32terbo (AT&T) - do 19200 bit/s
- V.32fast/V.FC (Rockwell) - do 28800 bit/s
- X2 (US Robotics) - do 56000 bit/s download, do 33600 bit/s upload
- K56-flex (Rockwell) - do 56000 bit/s download, do 33600 bit/s upload

Bell
- Bell 103 - 300 bit/s
- Bell 212A - 1200 bit/s

## Vrste modema
Žični 
- Uskopojasni
- Širokopojasni
  - ADSL - asimetrični DSL
  - SDSL - simetrični DSL
  - Kabelski

Bežični

## Način spajanja
- RS-232
- Centronics
- Preko sabirnice
- USB
- Ethernet

### Bit u sekundi
Brzina prijenosa podataka (propusnost) modema se mjeri jedinicom bit/s (bit u sekundi) - u SAD bps (bits per second).
Ponekad se može vidjeti pogrešno iskazana jedinicom baud kojom se mjeri brzina signalizacije (symbol rate), npr. V.90 modem brzine prijenosa od 56000 bit/s ima symbol rate od 8000 bauda.